# International Grand Prix Messaeed
L'International Grand Prix Messaeed est une course cycliste organisée au Qatar. Sa seule édition a lieu en 2008. Elle fait partie de l'UCI Asia Tour en catégorie 1.2.

## Palmarès
| Année | Vainqueur         | Deuxième             | Troisième     |
| ----- | ----------------- | -------------------- | ------------- |
| 2008  | Ayman Ben Hassine | Abdelbasset Hannachi | Omar Hasanein |